# 波缘赤车
波缘赤车（学名：Pellionia subundulata），为荨麻科赤车属下的一个种。

## 扩展阅读
維基物種上的相關：波缘赤车